# Курпфалц
Курфюрство Пфалц, съкратено Курпфалц (на немски: Kurpfalz) е историческа област около горното течение на Рейн. Курфюрството съществува в рамките на Свещената Римска империя до 1803 година. Владетелят на Курпфалц, наречен пфалцграф на Рейн, традиционно е бил един от най-влиятелните в Свещената Римска империя. От 1214 г. владетелите са от династията Вителсбахи. Столица на графството е бил първо Хайделберг, а впоследствие Манхайм.
Днес Курпфалц не е самостоятелна административна единица, а обхваща части от югозападна Германия: Баден-Вюртемберг, Рейнланд-Пфалц, Хесен, Бавария, Саарланд и от френската област Елзас. В центъра е разположен Метрополен регион Рейн-Некар.
- Курпфалц (1789)
- Замък Хайделберг, полуразрушената резиденция на рейнските пфалцграфове
- Пфалцграф на Рейн от Livro do Armeiro-mor